# Giacomo Rovero
Giacomo Rovero (Piacenza, 15 settembre 1997) è un ballerino italiano, solista del Royal Ballet dal 2024.

## Biografia
Nato e cresciuto a Piacenza, ha cominciato a studiare danza all'Accademia di danza Domenichino da Piacenza. Nel 2011 ha partecipato al Youth America Grand Prix (YAGP), a New York, vincendo la medaglia d'oro della sua categoria. La vittoria della borsa di studio gli ha permesso di perfezionarsi per i successivi due anni presso la Ballettzentrum Hamburg di John Neumeier con Christian Schön. Nel 2014 è stato ammesso alla Royal Ballet Upper School, dove si è diplomato nel 2017 con il riconoscimento di "Most Outstanding Male Graduate". Dopo il diploma è stato scritturato dal Royal Ballet di Londra per la stagione 2017/2018 con il programma Aud Jebsen Young Dancers. Nel 2018 è stato promosso ad artista, mentre nel 2019 è stato costretto a sospendere l'attività sulle scene per oltre un anno a causa di un infortunio alla schiena. Tornato sulle scene, nel 2022 è stato promosso a primo artista e nel 2024, nel mezzo della stagione, al rango di solista.
Al Covent Garden ha danzato in ruoli quali l'eponimo protagonista de Lo schiaccianoci (Wright), Lenskij in Onegin (Cranko), Florestan ne La bella addormentata (Petipa), Benno ne Il lago dei cigni (Scarlett) e il solista maschile in Danses Concertantes (MacMillan), danzando anche, tra gli altri, nel pas de six contadino di Giselle (Wright). Oltre ai ruoli nei balletti classici, Rovero ha danzato anche in opere contemporanee tra cui The Dante Project (McGregor), Scènes de ballet (Asthon), The Weathering (Abraham), Like Water for Chocolate (Wheeldon) e Symphonic Dances (Scarlett). Inoltre ha danzato nelle prime assolute di Untitled, 2023 e Secret Things (Tanowitz), Void and Fire (Binet) e Optional Family: A Divertissement (Abraham). 
Nel 2018  è stato nominato da Forbes Italia tra i 100 under 30 più promettenti della sua generazione, mentre nel 2019 Forbes Europe tra lo ha inserito nella sua lista dei 30 under 30 più influenti nella categoria Art & Culture.

## Riconoscimenti
- Youth America Grand Prix 2011, Gold Medal.